# Sakunosuke Oda
Sakunosuke Oda (織田 作之助 Oda Sakunosuke?,  Osaka, Prefectura de Osaka, 26 de octubre de 1913 - Tokio, Japón, 10 de enero de 1947) fue un novelista japonés. Junto a Osamu Dazai y Ango Sakaguchi, se le considera como uno de los denominados buraiha, un grupo de escritores disolutos que expresaron su ausencia de objetivos y crisis de identidad luego de la Segunda Guerra Mundial. A menudo era conocido bajo el apodo de Odasaku (織田作?), resultante de una combinación de su apellido y nombre.

## Biografía

### Primeros años
Sakunosuke Oda nació el 26 de octubre de 1913 en el actual barrio de Tennōji-ku, Osaka. En el momento de su nacimiento, sus padres no estaban casados puesto que la familia de su madre estaba en contra del matrimonio. En consecuencia, el recién nacido fue registrado por su tío materno, Yasutarō Suzuki, bajo el nombre de Sakunosuke Suzuki. No fue sino hasta 1926 que sus padres pudieron finalmente casarse y el joven Sakunosuke tomó el apellido de su padre, Oda.
En 1931, se graduó de la escuela secundaria Takatsu Junior High School e ingresó a la Universidad de Kioto, en la facultad de artes liberales. En 1934, enfermó de hemoptisis y fue enviado a vivir por un tiempo a Shirahama para su recuperación. Posteriormente regresó a la universidad, pero perdió toda motivación para sus estudios y terminaría abandonando la misma dos años después, en 1936.
Alrededor de 1935, Oda inició su carrera como escritor; su carrera literaria abarca tanto el Japón de la preguerra como de la posguerra. Como nativo de Osaka, escribió sobre su vida en la ciudad y las costumbres de la gente que vivía en ella. En 1939, su historia Zokushū (俗臭 Vulgaridad?), fue nominada al Premio Akutagawa. Al año siguiente, Oda publicó uno de sus trabajos más conocidos, Meoto Zenzai (夫婦善哉?). Nombrada después de una tienda de dulces de Osaka, la obra sigue la vida de una pareja cuya relación sobrevive a pesar del persistente despilfarro, libertinaje y las promesas rotas del personaje masculino protagonista.
En 1939, Oda contrajo matrimonio con Kazue Miyata, una camarera que trabajaba en un bar que frecuentaba. Miyata murió de cáncer en 1944, lo que fue un duro golpe para Oda y nunca se recuperó por completo de su muerte. 

### Carrera literaria

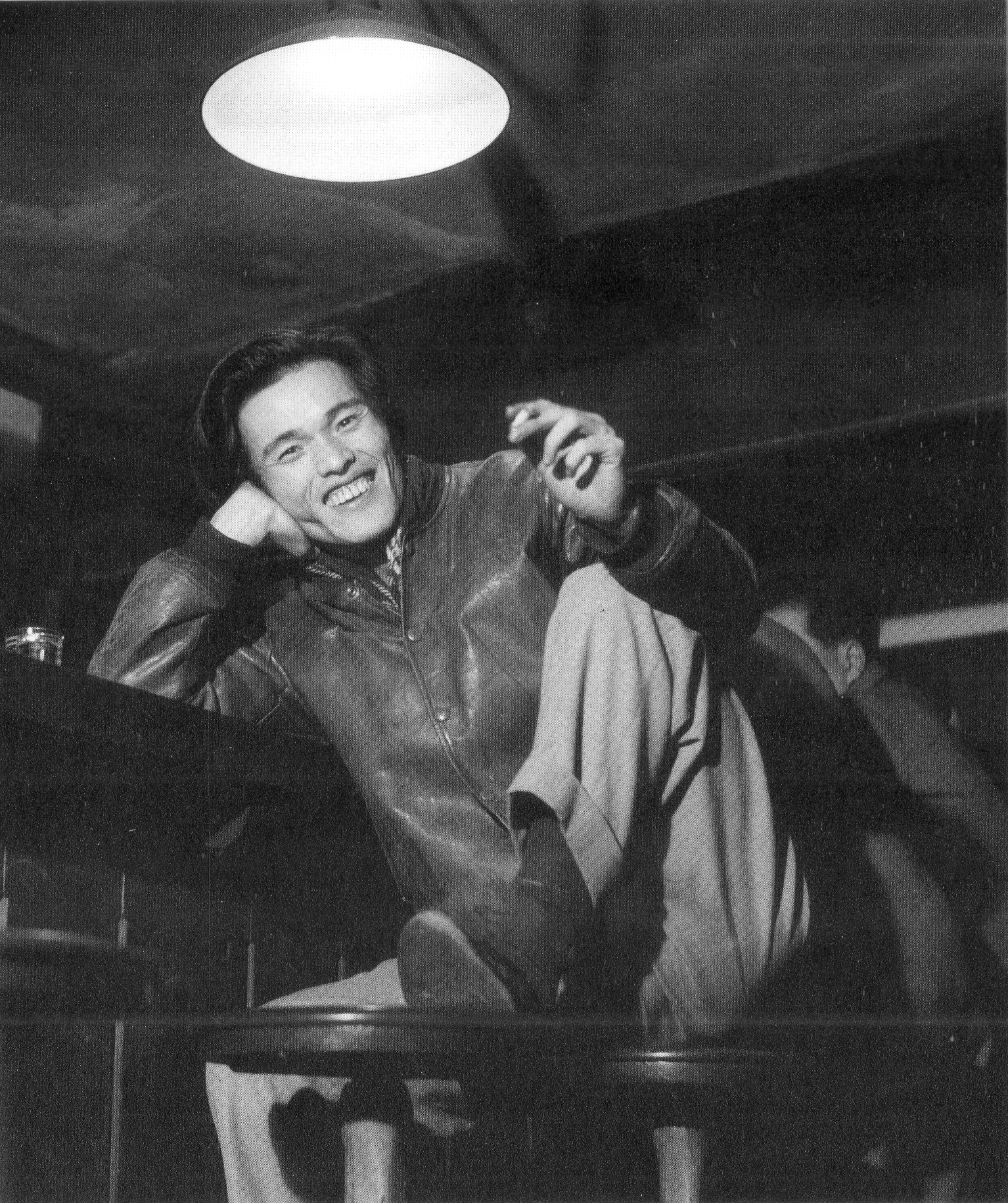
Oda fotografiado en el famoso bar "Lupin", en 1946.

Los personajes creados por Oda generalmente no encajaban en lo que tradicionalmente se consideraba apropiado en aquel entonces, ya sea por la franqueza o en la obstinada individualidad presentes en estos, tal como se puede apreciar en Roppakukinsei (六白金星?). En su historia Sesō (世相?), Oda describe los primeros meses del período de ocupación después de la rendición de Japón a finales de la Segunda Guerra Mundial, los cuales estuvieron caracterizados por una escasez de alimentos tan severa que las raciones del gobierno no eran suficientes y la gente acudía al mercado negro para obtener la comida que necesitaban para sobrevivir. Durante su vida, varias de sus obras fueron vetadas en Japón.
Oda también escribió varios dramas de radio y envió un guion a una revista que más tarde se transformó en la película Kaette kita otoko (還って来た男?) en 1944, la cual fue dirigida por Yūzō Kawashima (en su debut como director). Además de su ficción, Oda escribió muchos ensayos críticos, especialmente Kanōsei no bungaku (可能性の文学?) en 1946.
En 1947, luego de haber sufrido una hemorragia pulmonar, Oda murió en un hospital de Tokio. Después del funeral, su amigo y compañero, el también escritor Osamu Dazai, publicó un encomio emocional culpando a los críticos por la muerte repentina de Oda. Sin embargo, la causa más probable de su muerte pudo ser debido a un episodio recurrente de tuberculosis. Su tumba se encuentra en Osaka.
En 1963, fue erigido por sus amigos y colegas un monumento en su memoria, cerca del templo Hozenji en Osaka. Hozenji Yokochō y sus callejones circundantes son uno de los escenarios principales en su obra Meoto Zenzai. En 1983, bajo el patrocinio de Osaka Bungaku Shinkōkai, se estableció un premio literario en nombre de Oda para conmemorar el 70 aniversario de su nacimiento y con el objetivo de llevar a cabo la larga tradición de la literatura kansai. Se concede anualmente a un trabajo excepcional de ficción escrito por un nuevo autor.

## Adaptaciones y traducciones

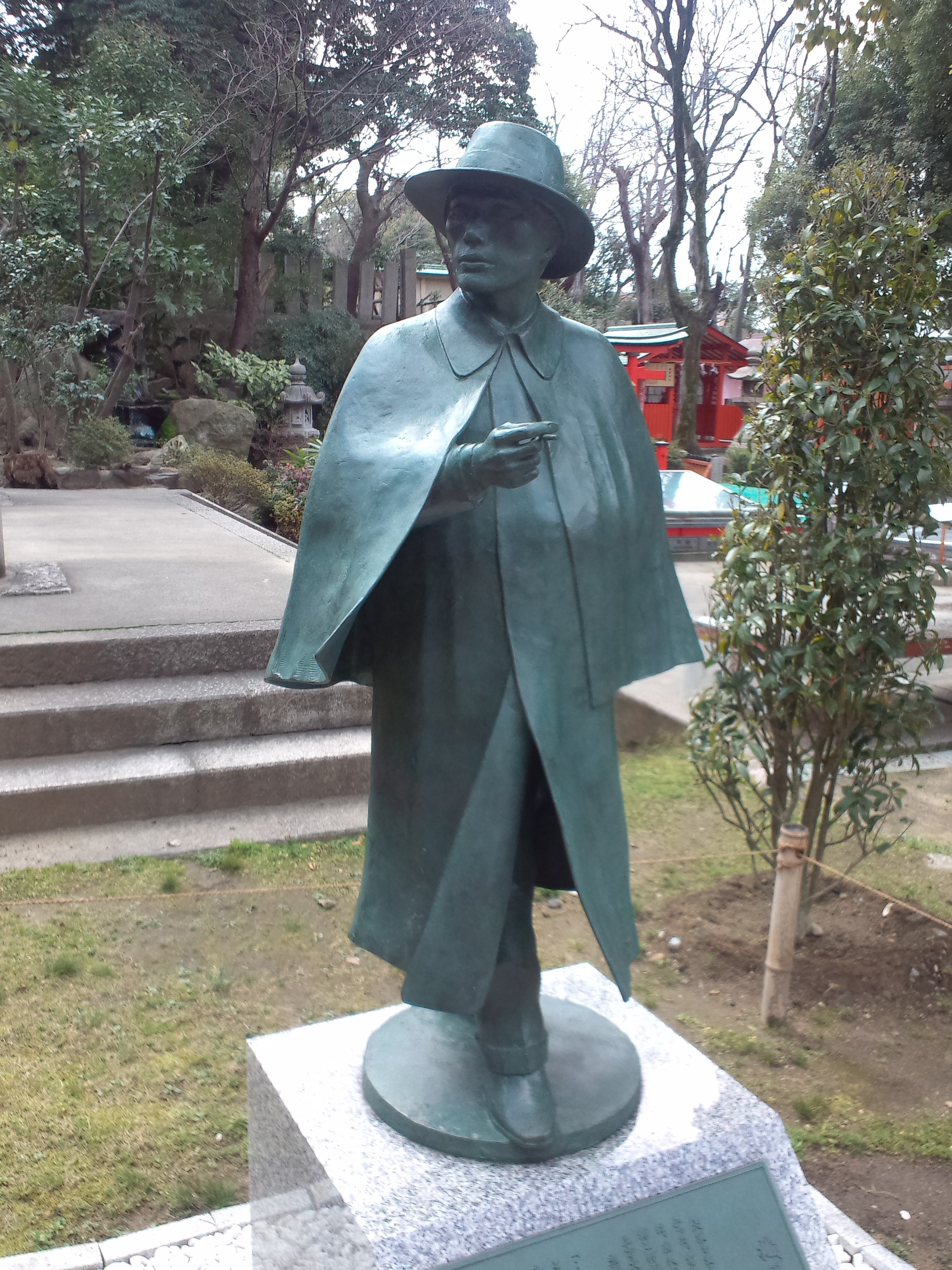
Estatua erigida en conmemoración de Sakunosuke Oda, en su ciudad natal de Osaka.

Varias de las historias de Oda han sido adaptadas a películas, incluyendo Deep Autumn (秋深き Aki fukaki?) en 2008, y Meoto Zenzai, una de sus obras más populares, la cual ha sido adaptada cuatro veces, incluyendo en una premiada película estrenada en 1955, dirigida por Toyoda Shirō y protagonizada por Hisaya Morishige y Chikage Awashima.
Meoto Zenzai, Roppakukinsei y Sesō, junto con Ki no Miyako, han sido traducidas al idioma inglés por Burton Watson y publicadas en un libro conjunto titulado Stories of Osaka Life (1990).
Roppakukikinsei, Seso, Ki no Miyako y Akikufaki han sido traducidas al español por Masako Kano, Mariana Alonso y Maia Wornsnop, publicadas en un libro conjunto titulado El signo de los tiempos de la editorial También El Caracol. La traducción de Akifukaki es la primera que se hace a un idioma occidental.En España, El signo de los tiempos fue traducido por Yoko Ogihara y Fernando Cordobés en la colección Maestros de la literatura japonesa de Satori Ediciones.